# Aalto-Theater

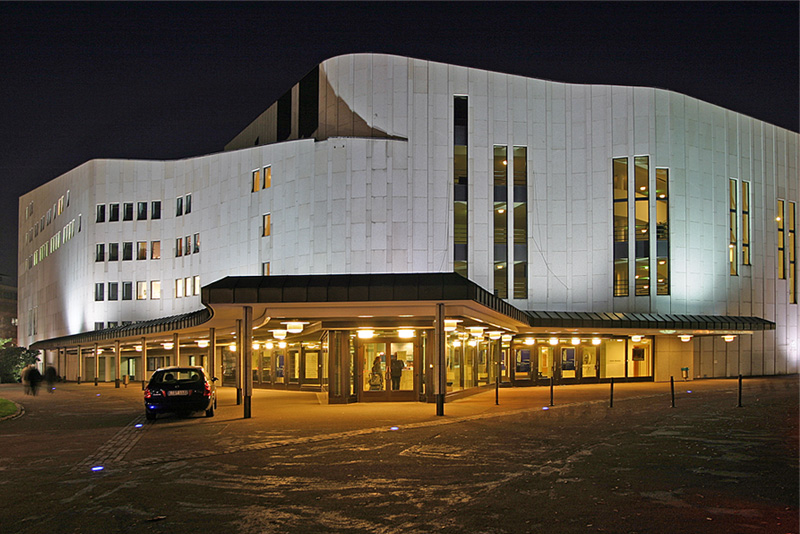
Vista exterior de la ópera

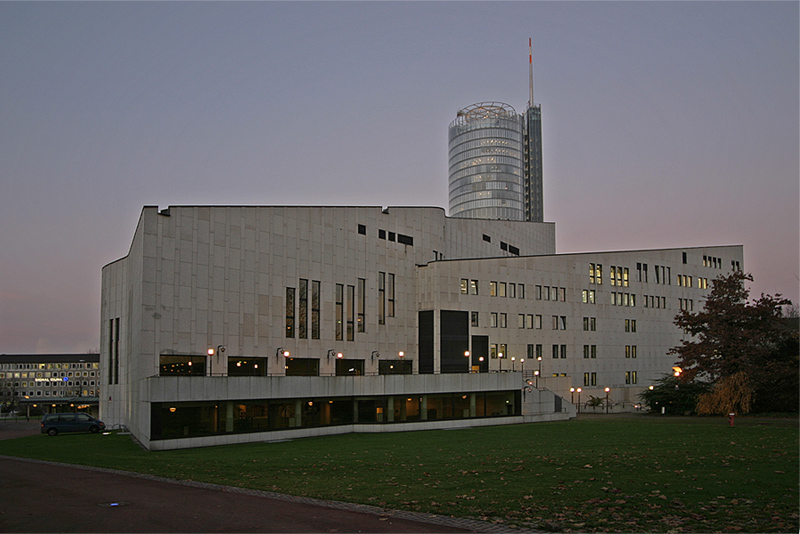
Vista exterior de la ópera

Aalto Theater es la sala de ópera y ballet de la ciudad de Essen, en la región del Ruhr de Alemania. Es la sede la compañía de ópera y ballet de la ciudad.
Debe su diseño al famoso arquitecto Alvar Aalto, que data de 1959, por lo que lleva el nombre de su creador. Fue terminado póstumamente por Elissa Aalto.
Se inauguró el 25 de septiembre de 1988 con Die Meistersinger von Nürnberg de Richard Wagner.
La sala asimétrica tiene cabida para 1200 personas. 
Fue nombrada por la crítica alemana "Teatro de ópera del 2008".